# Metryka Hausdorffa
Metryka Hausdorffa, zwana inaczej odstępem Hausdorffa – odległość pomiędzy zwartymi podzbiorami przestrzeni metrycznej zupełnej {\displaystyle X.}

## Definicja
Niech {\displaystyle (X,d)} będzie dowolną przestrzenią metryczną zupełną, a {\displaystyle H(X)} przestrzenią, której elementami są zwarte i niepuste podzbiory przestrzeni {\displaystyle X.} Niech {\displaystyle A} i {\displaystyle B} będą elementami przestrzeni {\displaystyle H(X),} a {\displaystyle x,y} elementami przestrzeni {\displaystyle X,} przy czym {\displaystyle x\in A,y\in B.} Wyrażenia:
{\displaystyle \delta (x,B)=\inf\{d(x,y)\colon y\in B\}}
{\displaystyle \delta (y,A)=\inf\{d(x,y)\colon x\in A\}}
oznaczają odpowiednio odstęp punktu {\displaystyle x} od zbioru {\displaystyle B} i odstęp punktu {\displaystyle y} od zbioru {\displaystyle A.} Z kolei wyrażenia:
{\displaystyle \delta (A,B)=\sup\{\delta (x,B)\colon x\in A\}}
{\displaystyle \delta (B,A)=\sup\{\delta (y,A)\colon y\in B\}}
oznaczają odpowiednio odstęp zbioru {\displaystyle A} od zbioru {\displaystyle B} i odstęp zbioru {\displaystyle B} od zbioru {\displaystyle A.}

Metryką Hausdorffa nazywamy funkcję {\displaystyle h\colon H(X)\times H(X)\to [0;\infty )} określoną wzorem:
{\displaystyle h(A,B)=\max\{\delta (A,B),\delta (B,A)\}}

## Przykład
W przestrzeni {\displaystyle (\mathbb {R} ^{2},d)} z metryką euklidesową rozważmy dwa zbiory domknięte: {\displaystyle A\colon =[-2;1]\times [-2;1]} oraz {\displaystyle B\colon =[0;2]\times [0;2].} Odpowiednie odległości wynoszą:
{\displaystyle \delta (A,B)={\sqrt {8}},}
{\displaystyle \delta (B,A)={\sqrt {2}},}
{\displaystyle h(A,B)={\sqrt {8}}.}

## Uogólnienia
Metryka Hausdorffa może być definiowana w podobny sposób dla domkniętych i niekoniecznie zwartych podzbiorów przestrzeni {\displaystyle X.} W tym wypadku metryka może przyjmować wartości nieskończone, a topologia przestrzeni {\displaystyle H(X)} będzie zależeć nie tylko od topologii przestrzeni {\displaystyle X,} ale też od użytej w {\displaystyle X} metryki {\displaystyle d.}
Z kolei dla zbiorów niekoniecznie domkniętych można podobnie zdefiniować funkcję odległości, jako odległość między domknięciami tych zbiorów. Funkcja będzie pseudometryką (nie będzie spełniać warunków metryki – odległość pomiędzy dwoma różnymi zbiorami mającymi to samo domknięcie będzie równa zero, wbrew pierwszemu warunkowi definicji metryki).